# Poznańi erődrendszer

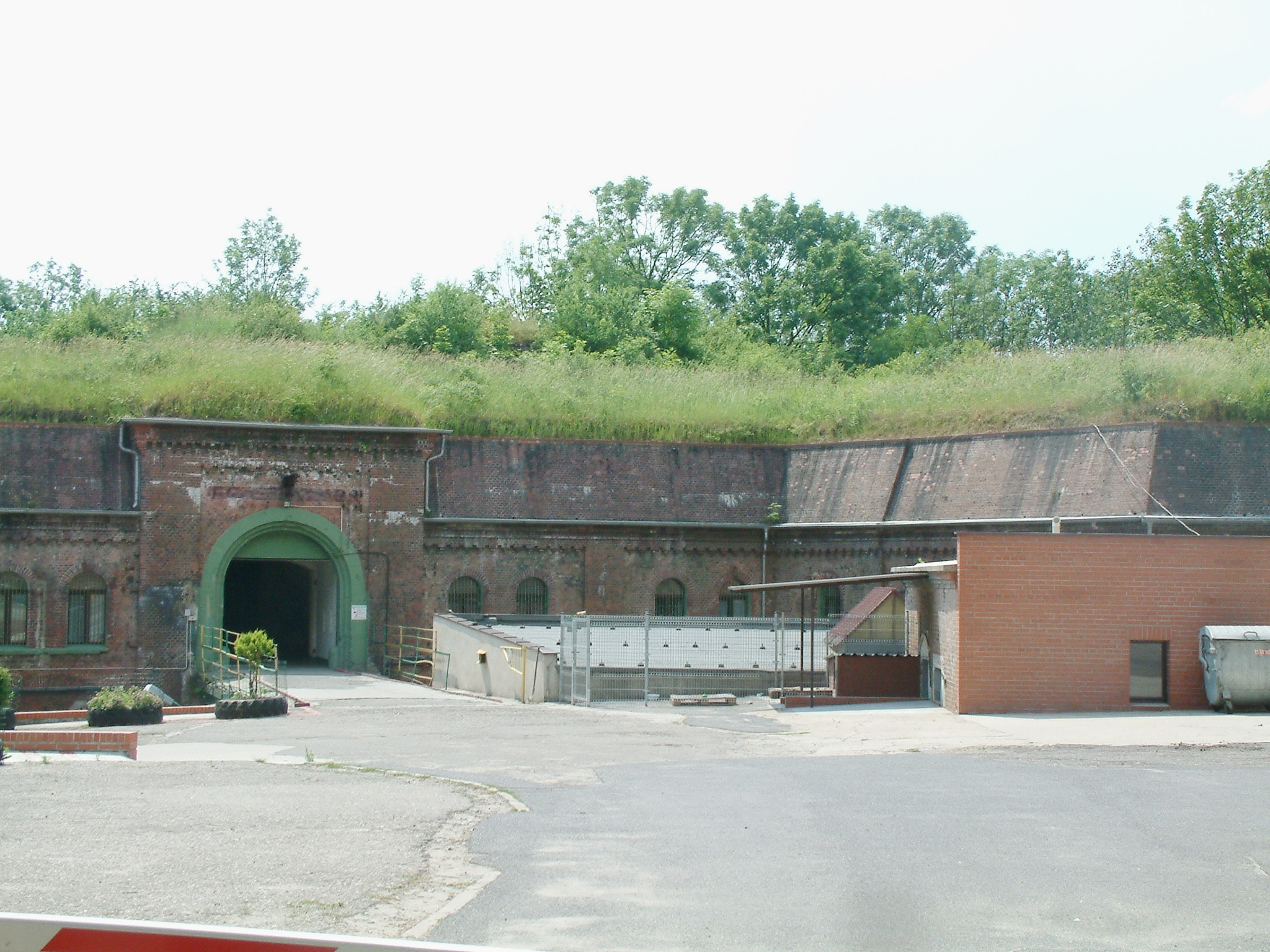
Az I-es számú erőd

A poznańi erődrendszer (németül Festung Posen) - egy sor erődítményt jelent Poznań városában, Lengyelországban. Az erődöket a 19. és 20. század fordulóján építette a Német Birodalom (ekkoriban Posen néven a Német Császárság része), amely a harmadik legnagyobb rendszer volt a maga nemében Európában.